# イメルダ・マルコス
イメルダ・マルコス（Imelda Romuáldez Marcos、1929年7月2日 - ）は、フィリピンの政治家。フィリピン共和国第10代大統領のフェルディナンド・マルコスの妻であり、同国第17代大統領フィルディナンド・マルコス・ジュニア（ボンボン・マルコス）の実母。前下院議員。マニラ首都圏知事、環境住居大臣、新社会運動党首を務めた。鋼の蝶（英語: Steel Butterfly） または鉄の蝶（英語: Iron Butterfly）という異名がある。

## 略歴

### 生い立ち
1929年、弁護士ヴィセンテ・ロムアルデスと後妻レミディオスの長女としてアメリカの植民地であったフィリピンのマニラで生まれる。異母兄姉が5人おり、その後、弟と妹が5人できた。1歳違いの弟にココイ・ロムアルデスがいる。
1938年、8歳で母レミディオスを肺炎で失い、同じころ、父ヴィセンテの弁護士の仕事も減少した。ヴィセンテは生活上の困難のため出身地レイテ島のタクロバンに家族と帰り、思春期をタクロバンで過ごす。生活は厳しくイメルダは母の形見の装飾品を売って家計の足しにしていた。1938年から1948年の高校卒業まではタクロバンのホーリー・インファント学院で英語を学び、1944年にアメリカ軍がレイテ島に上陸した時はダグラス・マッカーサーの前でフィリピン解放を祝った歌を披露した。第二次世界大戦後の1946年にフィリピンは独立している。1951年セントポール大学で教育学の学士号を得て卒業し、地元の中国人学校の教員を勤めていた。

### 青年期
1952年、従姉の勧めで従兄の家に同居することになりマニラへ戻った。マニラに来てからは音楽店の歌手として働いていたが父の反対に遭い、1954年までフィリピン中央銀行の秘書として働いていた。また、サント・トーマス大学で声楽を学び、フィリピン女子大学音楽芸術学部の聴講生として勤務の傍らの時間を縫って通っていた。この頃にはミス・コンテストに相次いで出場し、「タクロバンの薔薇」「ミス・レイテ」のタイトルを獲得している。1953年にはマニラ・クロニクルが出版する雑誌「ジス・ウィーク」のバレンタイン特集号で表紙を飾ることとなった。
同年3月「ミス・マニラ」コンテストに出場したが次点と発表された。しかし、票の集計には市長の代理人が立ち会っておらず、イメルダは票集計の不正が行われたものとしてアーセニオ・ラクソンマニラ市長に異議を申し立てた。ラクソン市長もイメルダの抗議は合理性があると考え、コンテストの優勝者はイメルダであると発表したが判定は覆らず、市長の配慮から創設された「ミューズ・マニラ」の称号をイメルダに授与した。この騒動はイメルダの写真付きで新聞に取り上げられ、後に伴侶となるフェルディナンド・マルコスはこの記事で初めてイメルダを知ることとなった。
1954年4月、マニラにおいてイメルダとフェルディナンドは出会った。イメルダを見初めたフェルディナンドは執拗にイメルダに迫り、根負けしたイメルダは結婚契約書にサインした。それは2人が出会ってから僅か11日後の出来事だった。同年5月1日にフェルディナンドとイメルダは結婚した。フェルディナンドは当時史上最年少で下院議員となった注目される政治家で、結婚式の立会人はラモン・マグサイサイ大統領、フィリピン国民党、フィリピン自由党の代議士が務める政治色が強いものであった。
この結婚により、イメルダは政治家の妻としての役割をフェルディナンドに求められた。政治とはこれまで無縁であったイメルダにとって、このことは相当な重圧となり偏頭痛となってイメルダを襲った。イメルダは治療のために米国の精神科へ赴き診察を受けている。この結果、イメルダの症状は少しずつ改善に向かい1960年頃には模範的な政治家の妻となる決意を固めることができた。フェルディナンドが各地の遊説にイメルダを同伴するようになったのもこの頃からである。
イメルダは、1964年の大統領候補指名獲得のための国民党大会および、翌年の大統領選で国中の政治家を訪れ、フェルディナンドが大統領となるのに助力した。訪れた自治体は1200か所に及び、そこでは応援演説や歌を歌い、フェルディナンドに対する支持を募っている。フェルディナンドは、この彼女の貢献に対して「彼女は少なくとも100万票を稼いでくれた」と述べ、政治家の妻としてイメルダが果たした役割を労った。
イメルダは、フェルディナンドとの間に長女アイミー、長男フェルディナンド・ジュニア（ボンボン）、次女アイリーンの3人の子を儲けた。

### 大統領夫人

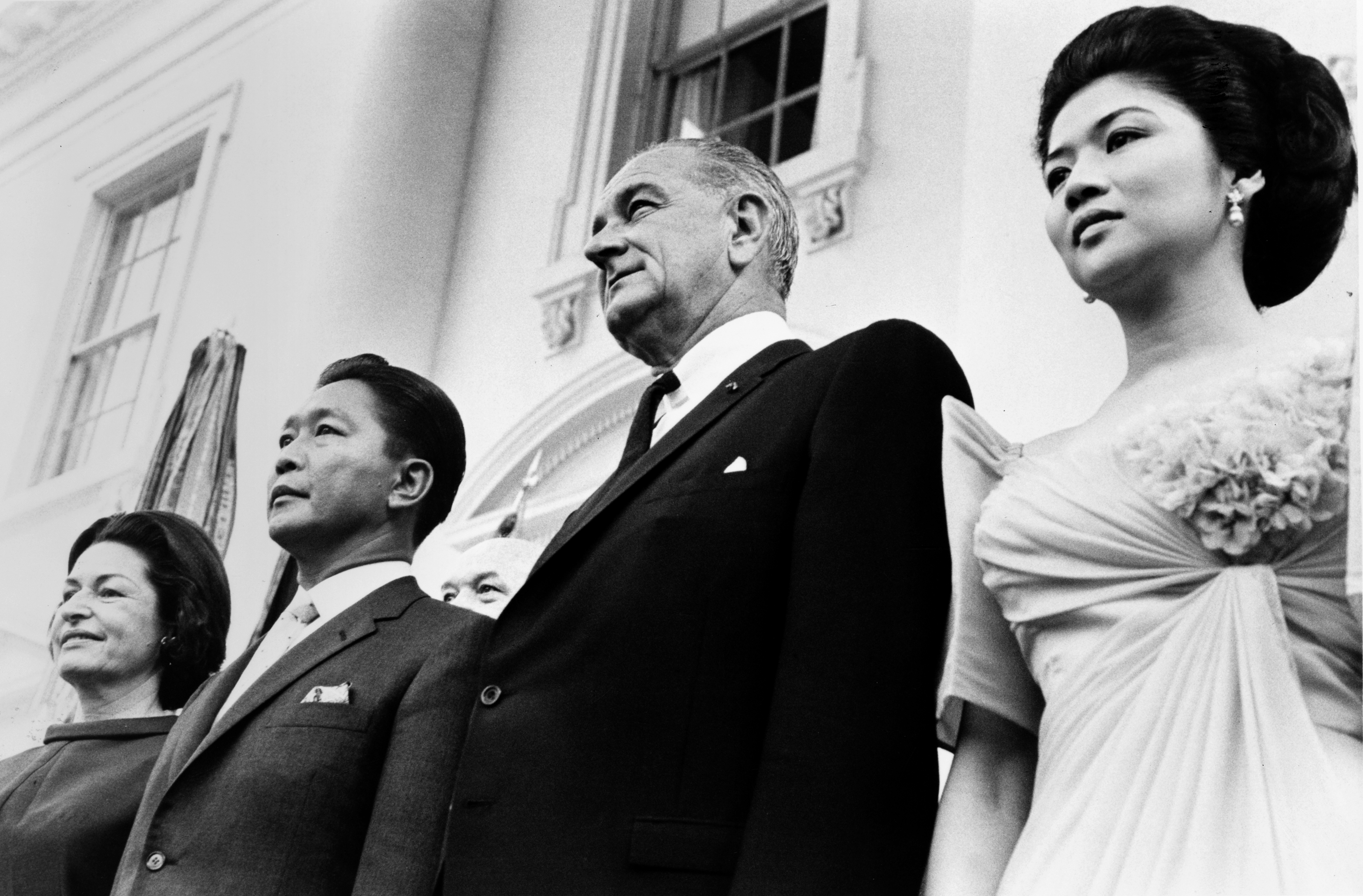
右からイメルダ夫人、アメリカのリンドン・B・ジョンソン大統領、マルコス大統領、ジョンソン夫人

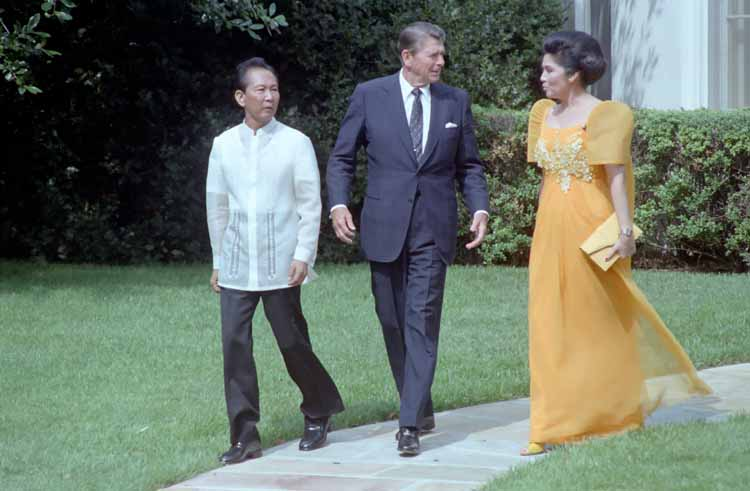
マルコス大統領とイメルダ夫人、中央はアメリカのロナルド・レーガン大統領

1965年12月、大統領選挙で勝利したフェルディナンドの大統領就任に伴い大統領夫人となった。ファーストレディとなった彼女のファッションはジャクリーヌ・ケネディと対比された。1966年（昭和41年）9月、マルコス大統領とともに訪日し昭和天皇と香淳皇后に国賓として歓待された。
イメルダは、多年にわたり植民地であったフィリピンでは、自国の文化が衰退していると考え、マニラ文化センターの創設に邁進し、同センターは1969年に開設された。また、前任者のエヴァ・マカパガル大統領夫人が推進していたリサール公園の整備拡充を引き継ぎ完了させている。
1971年に「水素爆弾の父」として知られている物理学者エドワード・テラーが、フィリピンを訪問しイメルダと会談した。その際に重水素の開発をテラーから促されて以来、フィリピン近海からの重水素の採取に取り組んでいる。
1972年12月7日、マニラでの全国美化清掃運動表彰式の最中に、刃物を持った暴漢に襲撃され両手を負傷した。その瞬間は、犯人がその場で警察に射殺される様子も含めて、一部始終がテレビの報道で生中継されていた。イメルダはこの負傷で75針を縫う手術を受けている。事件後、犯人の姉妹から、当初マルコス大統領を狙っていたが表彰式に出席しなかったため、代わりにイメルダを襲ったようだとする供述が得られている。
1970年代、イメルダは特命全権大使に任命され、アメリカ、中国、ソ連、リビア、ユーゴスラビア、イラク、キューバなどの世界各国を訪問した。イメルダと会談した各国首脳はリンドン・ジョンソン、リチャード・ニクソン、毛沢東、ムアンマル・カダフィ、ヨシップ・チトー、サダム・フセイン、フィデル・カストロなどがいる。中でもカダフィとは親密であった。
外交実績としては、中国やソ連との国交樹立交渉、モロ民族解放戦線への武器供給停止交渉がある。1975年6月には、日本の鹿島平和研究所より第8回鹿島平和賞が授賞された。授賞式はイメルダを招いて鹿島赤坂別館で行われた。授賞理由は「内政に輝かしい成果，外交では広く東西諸国との友好関係の増進を図る」と述べられている。
1975年11月には、マニラ市など周辺4市13町を併合したマニラ首都圏知事（初代）に任命され、1978年6月には、環境住居大臣に就任している。いずれも亡命時まで在職し、タンゴナンの地熱発電所、サン・ファニーコ橋、迎賓館ココナッツ・パレスなどを作り、インフラストラクチャー整備を積極的に推し進めた。加えて、社会福祉事業や低家賃住宅建設、外国人観光客の誘致を目的としたホテル建設、国際映画祭並びに国際美人コンテストの誘致、都市美化運動として、マニラ最大のスラム街であるトンド地区の整備、並びに住民の引っ越しも行っている。
1978年に新社会運動を結成し同党首となり、同年4月の暫定国民議会選挙にマニラから出馬してトップ当選を果たした。1978年から1984年まで暫定国会議員を務めている。マルコス大統領に批判的だったニノイ・アキノが病気の時に援助し、1980年にニノイがアメリカ合衆国へ亡命する際には、資金提供を行っている。
フェルディナンドとイメルダは1966年9月、1977年4月の2度、「国賓」として来日し、昭和天皇、香淳皇后と会見した。日本政府による国賓待遇は任期中に1度というのが慣例で、2度は極めて異例。

### 失脚

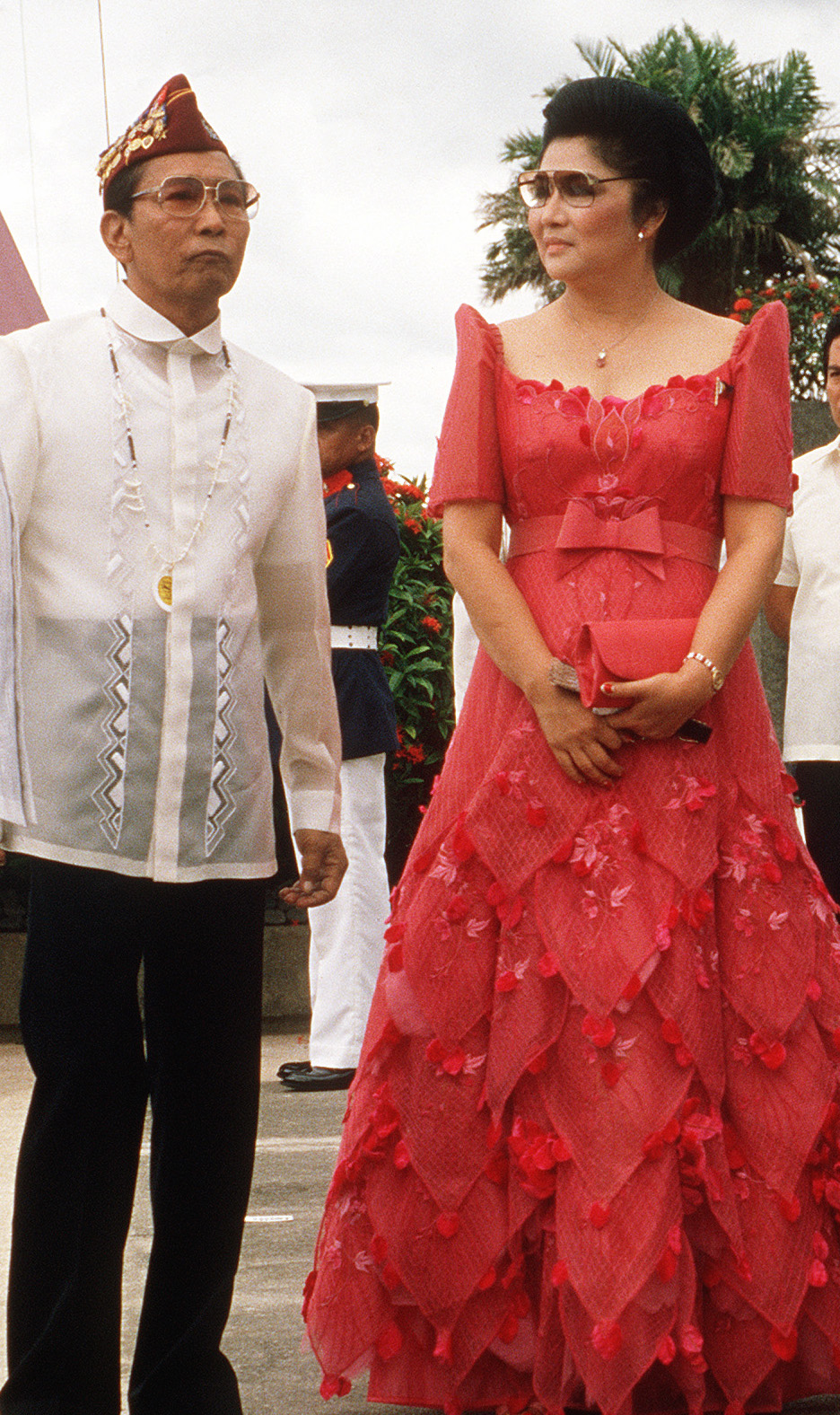
フェルディナンド・マルコスとイメルダ夫人（1984年10月20日）

1983年8月31日、ニノイが帰国の際にマニラ国際空港で暗殺されると、マルコス大統領は真相解明のため、イメルダを含めた容疑者を調査する大統領令を発令するが、イメルダの関与は認められなかった。しかし、この事件により反マルコス運動によるデモや暴動が活発化し、ニノイの妻コラソン・アキノに対する国民の支持が増加することとなった。
1986年に発生した「ピープルパワー革命」で、マラカニアン宮殿を追われたフェルディナンドとともに、ハワイ州に亡命した。マルコス一家は、フィリピン国内のラオアグに行くことで米側と合意していたが、果たされなかった。このことに対しイメルダは後年、「私たちは米軍機で誘拐された」と述べ、また「マルコスは同盟国に裏切られて潰された」とも述べている。
彼女が退去した後のマラカニアン宮殿には、1060足の靴、15着のミンク・コート、508着のガウン、888個のハンドバッグが残されていた。この様子は、マスメディアによって『イメルダ・コレクション』と取り上げられ、イメルダの浪費癖に対する批判の声が高まった。これに対してイメルダは、「貧しい者のための希望の星であることが私の義務だった」と述べるとともに、「夫は、金のトレーダーだった。1949年の政界入りしたとき、彼は山ほどの金を持っていた。1950年代後期には、マルコスは7500トンの金の個人財産を持っていた」と述べて横領で購入したものでは無く、フェルディナンドの財産で購入したと主張している。
なお亡命先のハワイにて、マラカニアン宮殿に残してきた大量の豪華な靴が無いことを嘆いた事が報道されると「同情」した人々により「善意」で、片方だけの靴やサイズが不揃いで履けない靴や、古ぼけて汚れた靴が主にアメリカ本土より大量に亡命先に届けられた。この「善意」に対するイメルダ自身のコメントは無かった。
1988年10月21日、マルコス夫妻は1億ドル以上をフィリピン政府から盗み取ったとして、恐喝及び横領罪で米国に起訴されたが、1990年7月3日に請求は棄却された。この期間内の1989年12月にハワイで夫の死を看取っている。

### 帰国後
1991年11月4日にフィリピン政府からの許可を受けて帰国を果たしたものの、翌日に脱税と贈収賄の容疑で逮捕された。イメルダは6400ドルの保釈金を支払い釈放された。1992年大統領選に出馬するも落選した。1993年9月、控訴裁判所から横領罪による懲役刑（刑期18年-24年）及び、被選挙権永久剥奪の有罪判決を受けるが、上訴の末1998年10月フィリピン最高裁において無罪判決が言い渡された。1995年にはレイテ島から下院議員に立候補して当選し、国政に復帰した。再度1998年の大統領選挙に出馬するが、中途で撤退した。2000年12月、脳溢血により倒れるも手術を受けて一命を取り留めた。
2001年10月、マルコス一家の預金を海外口座に集中させているのは、不正蓄財に当たるとして再び逮捕収監され2400ドルの保釈金を支払い釈放。2009年7月、80歳になったイメルダは盛大な誕生日パーティーをマニラのソフィテルフィリピンプラザで開いた。ルイス・シンソン、劉建超特命全権大使、デヴィ・スカルノら総勢1000人以上が参加した。そこでは結腸癌であることを公表し闘病中だったコラソン・アキノ元大統領の回復を祈って黙祷が捧げられている。同年12月には再び下院議員に立候補を表明し、2010年5月の選挙で当選した。同時に下院議員で北イロコス州知事選挙に立候補した娘のアイミー・マルコス、北イロコス州知事・下院議員を経て上院議員に立候補した息子のフェルディナンド・マルコス・ジュニアも同じく当選している。イメルダはミレニアム開発目標下院特別委員会の議長に就任し、幼児死亡率の削減に取り組んでいる。
2011年4月、元フィリピン国家食糧局大臣タンチャンコの起訴から免れるための讒言により、控訴裁判所から28万ドルを返還する命令が発せられる。2013年5月、北イロコス州選出の下院議員に再選された。同年11月には幼少期を過ごした家にフィリピン史上最大規模となる台風30号が来襲し被害を受けた。イメルダは糖尿病のためマニラの病床におり そこを離れることはできなかったが、深刻な被害を受けたワライ族に対して入院先から激励の言葉を著した。2014年1月、入院中のグロリア・アロヨ元大統領を見舞い、アロヨに対する当局の措置を批判している。2015年4月、公衆便所の利用に課金することは基本的な人権に反するとして議会に前例のない違法決議案を提出した。これに対してベニグノ・アキノ3世大統領は賛同の意を表明している。2016年5月に行われた北イロコス州選出の下院議員選挙で勝利し3選を果たした。
2018年10月、2019年5月の北イロコス州知事選に立候補を表明するも、のちに撤回する。2018年11月には公務員犯罪特別裁判所より、汚職7件が認定され、実刑判決が言い渡された。
2019年7月3日、90歳を祝う誕生日パーティーがマニラ首都圏のパシグ市で開かれ、支持者ら約2500人が参加した。
2024年3月、肺炎の疑いでマニラ市内の病院に搬送された。

## その他

### ビートルズとの関わり
1966年、コンサートツアーで入国中のビートルズを招いてのイメルダ主催の朝食レセプションがマラカニアン宮殿で催されることとなった。これは日本公演中に既に打診していたが、ビートルズのマネージャーであるブライアン・エプスタインはメンバーに知らせずに断った。フィリピンの現地プロモーターもまた、断られたことをイメルダに伝えなかった。開催当日の7月4日、現地プロモーターは開始寸前まで交渉したがエプスタインは要請に応じることはなく、ビートルズの面々はレセプションに姿を現さなかった。
翌日の新聞では「ビートルズ、大統領一家を侮辱!」と大々的に報じられ、テレビではイメルダの「ビートルズが約束を破ったために会えるのを楽しみにしていた子供たちが可哀想だ。裏切られた」と憤慨する様子が放映されていた。これにより、フィリピン国内にビートルズに対する反感が瞬く間に拡大し、帰国の際にビートルズは空港で民衆から殴る・蹴るの暴行を受け、帰りの飛行機にはなかなか離陸許可が下りず、結局コンサートの収入すべてがその場で課税対象とされてようやく許可が下りたという顛末がある。
この件に関してジョン・レノンはイギリスに帰国後のインタビューで「あんなイカれた国には2度と行くもんか」と発言した。また、ポール・マッカートニーは、マルコス大統領失脚後に「隠された真相が明らかになった」と自分達の無実を証明できたことに安堵の意を示すとともに、「ジョージ・ハリスンは次にフィリピンへ行く時は、原爆を落としに行く時だと怒りを露わにしていた」と当時を振り返った。当時の日本の新聞では暴行の新聞記事の写真のキャプションには同行カメラマンのロバート・ストラッガーがジョンとされ、ジョンがジョージ・ハリスンとされている。

### 映画「イメルダ」
2003年、フィリピンにて製作。日本では、2009年9月12日ポレポレ東中野他にて公開。上映時間103分。
20年間もの間フィリピン共和国のファーストレディとして政治を操り、贅の限りをつくしたイメルダ夫人が、自らの人生を語ることに承諾した初めてのドキュメンタリー。権力を手にするまでの努力の日々、権力を行使した栄光の日々、そして訪れた失意の日々を本人の語りと息子や友人・米国高官たちによるコメントで迫る。さらにイメルダ暗殺未遂事件やカダフィ大佐との会談の様子など貴重な映像を通じて彼女が歩んできた人生を知ると同時に、観る者は彼女の内面にまで踏み込んだ実像を知ることになる。
第20回サンダンス映画祭　ドキュメンタリー部門　最優秀撮影賞受賞
- ジャンル：ドキュメンタリー
- 監督/プロデューサー：ラモーナ・ディアス[78]
- 撮影：フェルネ・パールステイン[78]

DVD: JAN 4988707567964 字幕:日本語

### 「ヒア・ライズ・ラヴ」
2010年4月、デヴィッド・バーンとファットボーイ・スリムによる 彼女のこれまでの人生を主題としたコンセプト・アルバム「ヒア・ライズ・ラヴ」が発売された
。この「ヒア・ライズ・ラヴ」という題名はイメルダが自身の墓碑に刻む銘文から引用されている。
2013年にはニューヨークのザ・パブリック・シアターにおいてヒア・ライズ・ラヴのミュージカルも上演され、好評を博した。2014年には再演もされている。このミュージカルは2014年のオフ・ブロードウェイを対象としたルシル・ローテル賞のうち5部門の賞を獲得している。

### 靴収集
イメルダは国際的な催しなどにフィリピン産の靴を履いて出席し、マリキナ市の地場産業である靴の知名度向上に貢献した。また政府の政策によりマリキナ靴は1980年代初頭に最盛期を迎えた。2000年にバヤニ・フェルナンドマリキナ市長は市立の靴博物館設置構想を立ち上げた。イメルダにも数足の寄贈依頼があったが、これに対してイメルダは778足もの靴を寄贈した。このうちおよそ600足の靴がマリキナ市の靴博物館に展示されている。また、2014年に行われた85歳のバースディ・パーティーでは、特製の靴をかたどったケーキが披露されている。